# Гиљермо Варела
Гиљермо Варела Оливера (шп. Guillermo Varela Olivera; Монтевидео, 24. март 1993) професионални је уругвајски фудбалер који игра у одбрани на позицији десног бека.

## Клупска каријера
Варела је играчку каријеру започео као играч уругвајског Пењарола из Монтевидеа за чији први тим је дебитовао 5. јуна 2011. у првенственој утакмици против екипе Расинга.
Две године касније одлази у Европу и потписује петогодишњи уговор са енглеским премијерлигашем Манчестер јунајтедом вредан 2,4 милиона евра. Током прве сезоне у Енглеској углавном је играо за резервни тим Манчестера, да би наредну сезону 2014/15. провео као позајмљен играч у Реал Мадрид Кастиљи у шпанској трећој лиги. Потом се враћа у Манчестер за који је дебитовао тек 5. децембра 2015. у првенственој утакмици против Вест Хема. Током сезоне 2015/16. одиграо је укупно 11 утакмица за Манчестер, од чега четири у Лиги шампиона. 
Сезону 2016/17. започиње као позајмљен играч у дресу Ајнтрахта из Франкфурта за који је током сезоне одиграо свега 10 утакмица. У августу 2017. вратио се у матични Пењарол. 

## Репрезентативна каријера
Варела је са младом репрезентацијом Уругваја на светском првенству 2013. освојио друго место. Пре тога играо је и за кадетску репрезентацију своје земље. 
За сениорску репрезентацију Уругваја дебитовао је у пријатељској утакмици против Пољске играној 10. септембра 2017. године. У дресу репрезентације заиграо је и на Светском првенству 2018. у Русији, а прва утакмица светских првенстава на којој је заиграо био је меч групе А између Уругваја и Египта. 

## Успеси и признања
ФК Пењарол
- Шампион Уругваја: 2012/13, 2017.
- Победник Суперкупа Уругваја: 2018.

 ФК Манчестер јунајтед
- Победник ФА купа: 2015/16.

 Уругвај
- СП У21: Сребрна медаља на СП 2013.
- Копа Америка:  2024.